# Fómeque
Fómeque là một khu tự quản thuộc tỉnh Cundinamarca, Colombia. Thủ phủ của khu tự quản Fómeque đóng tại Fómeque Khu tự quản Fómeque có diện tích ki lô mét vuông. Đến thời điểm ngày 28 tháng 5 năm 2005, khu tự quản Fómeque có dân số 14632 người.